# Eustala trinitatis
Eustala trinitatis är en spindelart som först beskrevs av Henry Roughton Hogg 1918.  Eustala trinitatis ingår i släktet Eustala och familjen hjulspindlar. Inga underarter finns listade i Catalogue of Life.